# Olympische Winterspiele 2018/Teilnehmer (Kenia)
| Gelbes Symbol für Goldmedaillen mit stilisierten Olympischen Ringen | Graues Symbol für Silbermedaillen mit stilisierten Olympischen Ringen | Braundes Symbol für Bronzemedaillen mit stilisierten Olympischen Ringen |
| ------------------------------------------------------------------- | --------------------------------------------------------------------- | ----------------------------------------------------------------------- |
| —                                                                   | —                                                                     | —                                                                       |

Kenia nahm bei den Olympischen Winterspielen 2018 in Pyeongchang zum vierten Mal in seiner Geschichte an Olympischen Winterspielen teil. Bei den Spielen startete mit Sabrina Simader, die bei der Eröffnungsfeier als Fahnenträgerin fungierte, eine Athletin im Ski Alpin.

## Teilnehmer nach Sportarten

### Ski Alpin
| Athletin        | Wettbewerb   | 1. Lauf     | 1. Lauf | 2. Lauf | 2. Lauf | Gesamt        | Gesamt        |
| Athletin        | Wettbewerb   | Zeit        | Rang    | Zeit    | Rang    | Zeit          | Rang          |
| --------------- | ------------ | ----------- | ------- | ------- | ------- | ------------- | ------------- |
| Frauen          |              |             |         |         |         |               |               |
| Sabrina Simader | Super-G      | –           | –       | –       | –       | 1:26,25 min   | 38            |
| Sabrina Simader | Riesenslalom | 1:23,27 min | 59      | DNF     | DNF     | ausgeschieden | ausgeschieden |